# Service for Ladies
Service for Ladies è un film del 1932 diretto da Alexander Korda.
Ė tratto da una commedia di Ernest Vajda, già adattata per lo schermo nel 1927 in un film muto diretto da Harry d'Abbadie d'Arrast e interpretato da Adolphe Menjou.
Il film fu distribuito negli Stati Uniti col titolo alternativo Reserved for Ladies, in una versione abbreviata di 10 minuti. 
Nel film, che ha per protagonista Leslie Howard, fa una breve apparizione, come comparsa, Merle Oberon.
La critica accolse il film con grande favore. Negli Stati Uniti ottenne il premio ai migliori film stranieri del National Board of Review (1932).

## Trama
Max Tracey, capo-cameriere al ristorante del Grand Palace Hotel di Londra, è molto amato dalle signore per il suo aspetto elegante e raffinato, in particolare dalla giovane contessa Peggy Ricardi, con la quale ha una relazione clandestina. Una sera di pioggia, Max offre il suo ombrello per riparo ad una ragazza, Sylvia che poi, salendo in taxi, dà al conducente l'indirizzo dell'albergo in cui Max lavora. L'intraprendente capo-cameriere, che si è innamorato a prima vista della ragazza, scopre così il suo nome e che è in partenza per le Alpi Svizzere con suo padre. Decide quindi di seguirla e sale sul suo stesso treno.
Nell'albergo gestito da Herr Breslmeyer arriva anche un re in incognito, che si fa chiamare Mr. Westlake e che conosce bene Max, essendo un abituale frequentatore del suo ristorante. Max gli confessa di essere anch'egli in incognito, per amore, e i due passano molto tempo insieme. I frequentatori dell'albergo si convincono perciò che Max sia un principe in incognito, e questo provoca la reazione indispettita di Sylvia. La ragazza, infatti, pensa che il re sia intenzionato ad impedire che Max si impegni con una donna che non fa parte dell'aristocrazia. A confermare i timori di Sylvia, arriva in albergo la contessa Ricardi, ingelosita dalla fuga di Max e decisa a riprendersi il suo amante. La situazione si complica e Max decide allora di tornare a Londra.
Il padre di Sylvia è furioso con Max, pensando che abbia lasciato sua figlia non ritenendola alla sua altezza, ma il re - compiaciuto dell'onestà di Max che non ha voluto approfittare della situazione - promette a Mr. Robertson che gli dirà la verità sul presunto principe, e lo invita a cena a Londra, al Grand Palace Hotel. Mr. Robertson, che nonostante la sua ricchezza è di umili origini, scopre così con soddisfazione che Max non è un principe, ma un semplice capo-cameriere. Sylvia, invece, si comporta in modo altezzoso e capriccioso, e pretende che Max si occupi della cena che vuole offrire ai suoi amici. Max subisce le offese della ragazza, ma alla fine, incoraggiato dal padre della ragazza, chiede di vederla in privato e la bacia appassionatamente. Nel finale, i due innamorati lasciano l'albergo in taxi, mentre gli invitati aspettano a tavola, ignari della loro fuga.

## Riconoscimenti
- 1932 - National Board Review Award ai migliori film stranieri